# Al Abdali
Abdali (în arabă العبدلي) este o zonă din municipalitatea Greater Amman denumită după regele Abdullah I, care a fondat-o în anii 1940. Acesta acoperă o suprafață de 15 kilometri pătrați (6 mi2) în zona centrală a Ammanului și avea o populație de 165.333 de locuitori în 2015. O mare parte a cartierului este rezidențială, dar, datorită amplasării sale geografice în centrul orașului, conține mai multe clădiri guvernamentale și afaceri importante. Zona este cunoscută pentru faptul că aici există mai multe stații de autobuz care deservesc rute către multe orașe din Iordania.

## Cartiere
Districtul este format din 4 cartiere Jabal Al-Hussein, Jabal Al-Lweibdeh, Shmeisani, și Al-Madineh Al-Riyadiyah.
Jabal Al-Hussein și Jabal Al-Lweibdeh sunt printre cele mai vechi cartiere din oraș, au fost marcate de Municipalitatea Greater Amman ca având o mare semnificație istorică. Eșe sunt preferate de mai mulți expatriați occidentali care lucrează sau studiază în Amman, ca acomodare.
O parte din cartierul Shmeisani este rezidențial, iar cealaltă parte conține mai multe companii, bănci, spitale, școli și clădiri guvernamentale. Mai ales; Clădirea Băncii Al-Iskan, Spitalul Iordan, Moscheea Regelui Abdullah I, Clădirea Parlamentului Iordaniei, Palatul de Justiție, Centrul Cultural Regal, Centrul Cultural Prințesa Haya, Școala Națională Ortodoxă, Colegiul Rozariului pentru fete și numeroase ambasade. Cartierul Al-Madineh Al-Riyadiyah conține Al Hussein Sports City, în timp ce restul este în mare parte rezidențial.

## Districtul central de afaceri din Amman
Este o reamenajare urbană în Al-Abdali care se străduiește să facă din Amman un centru de afaceri, comercial și rezidențial în Orientul Mijlociu. Intersecția Shmeisani este o intersecție pe mai multe niveluri, care permite accesul ușor la Proiect prin mai multe tuneluri și poduri.
O parte din cartierul Shmeisani este rezidențial, cu toate acestea, cealaltă parte conține mai multe companii, bănci, spitale, școli și clădiri guvernamentale. Mai ales; Clădirea BănciiAl-Iskan, Spitalul Iordan, Moscheea Regelui Abdullah I,  Clădirea Parlamentului Iordaniei, Palatul de Justiție, Centrul Cultural Regal, Centrul Cultural Prințesa Haya, Școala Națională Ortodoxă, Colegiul Rozariului pentru fete și numeroase ambasade. Cartierul Al-Madineh Al-Riyadiyah includne Al Hussein Sports City, în timp ce restul este în mare parte rezidențial.

## Galerie

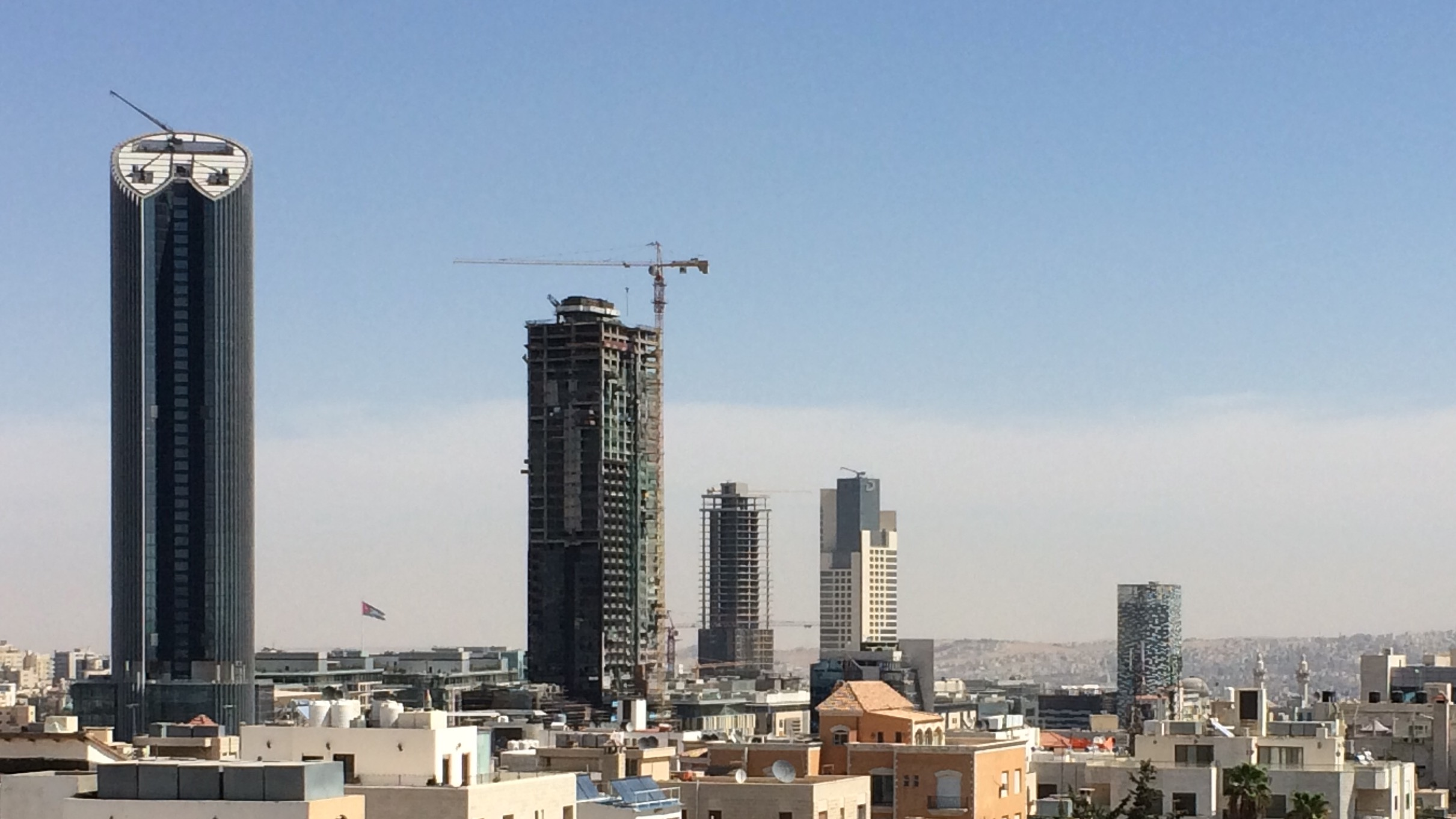
Vedere a Proiectului Abdali
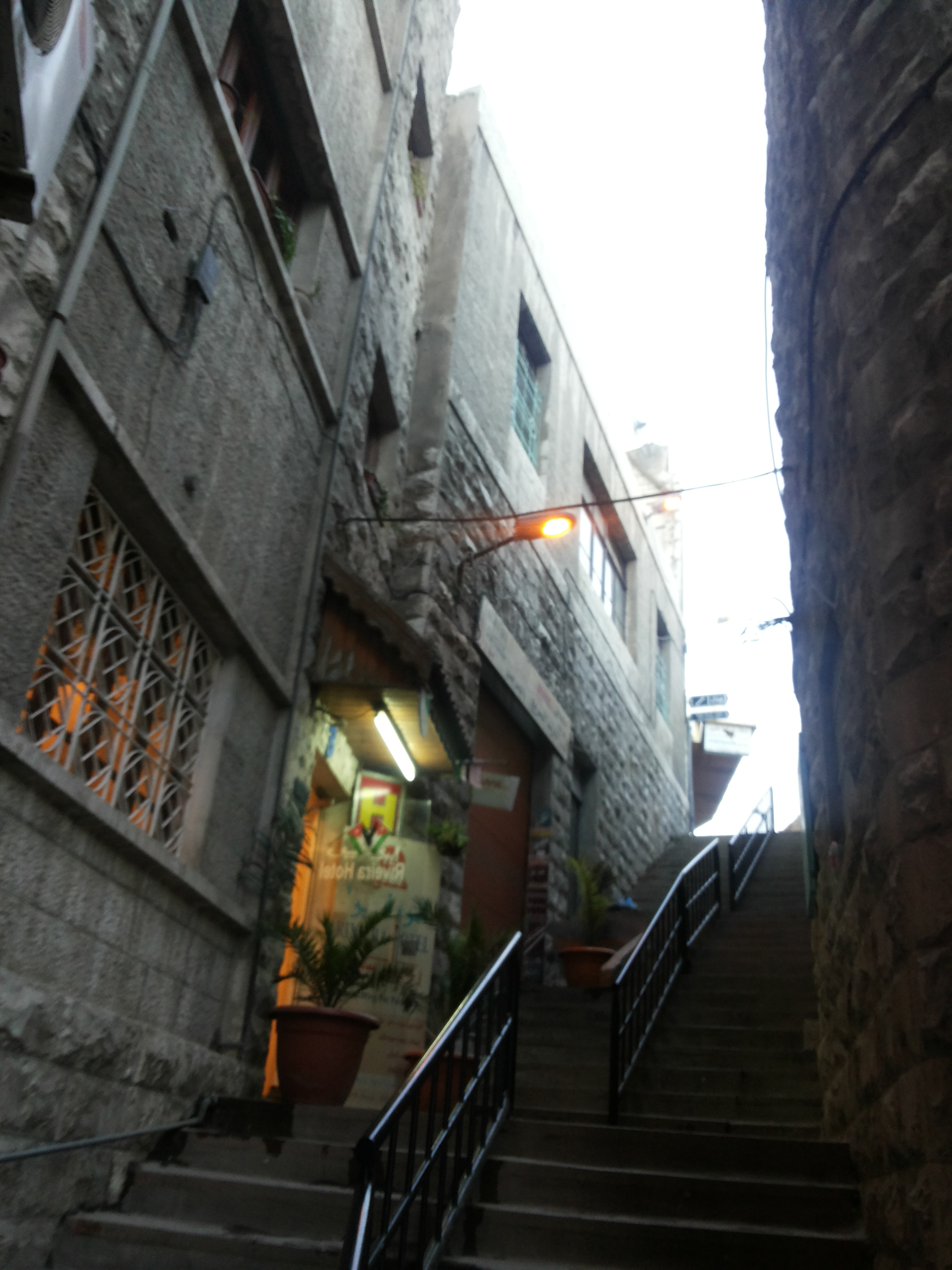
Scări în Jabal Al-Lweibdeh
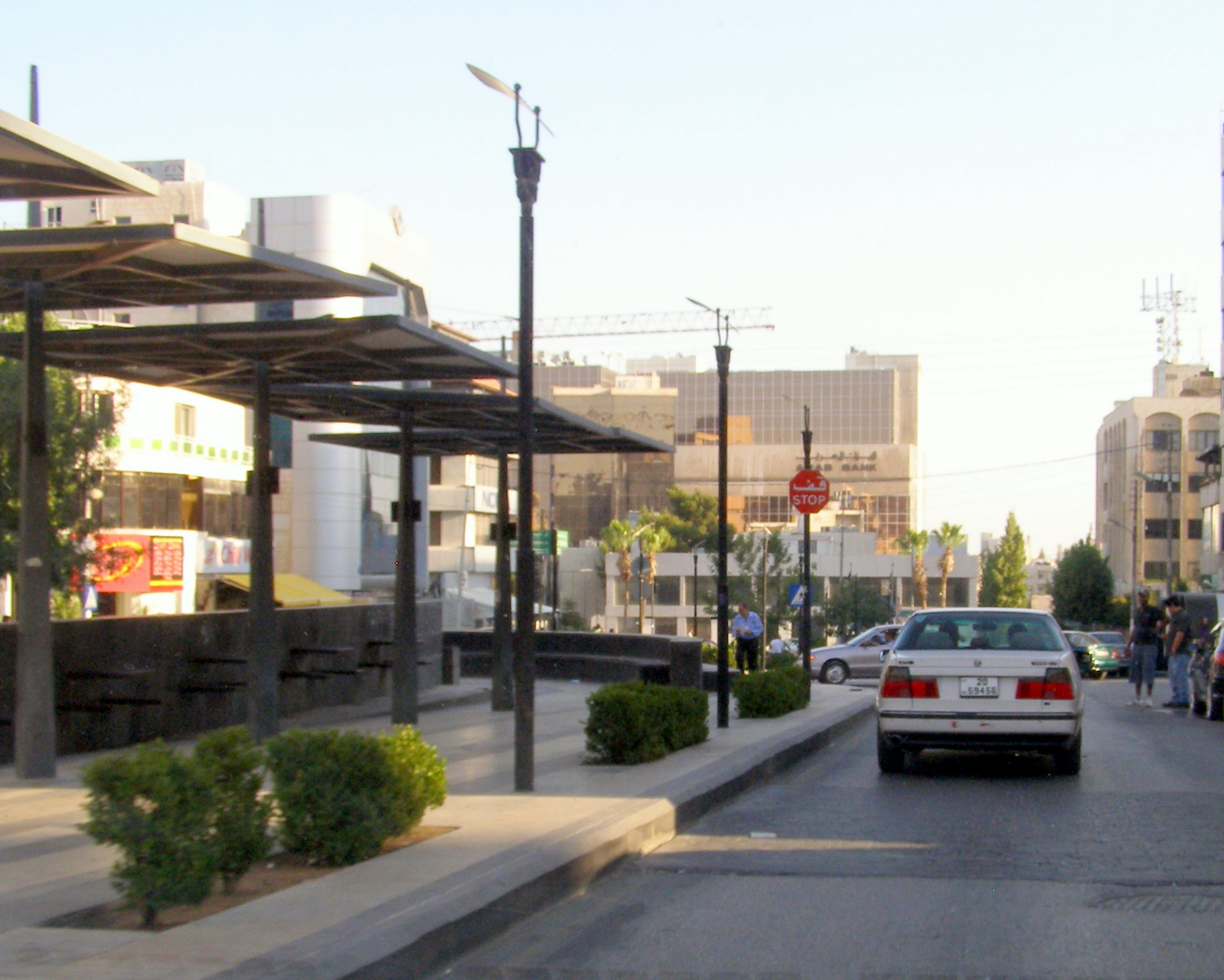
Strada Thaqafa din Shmeisani
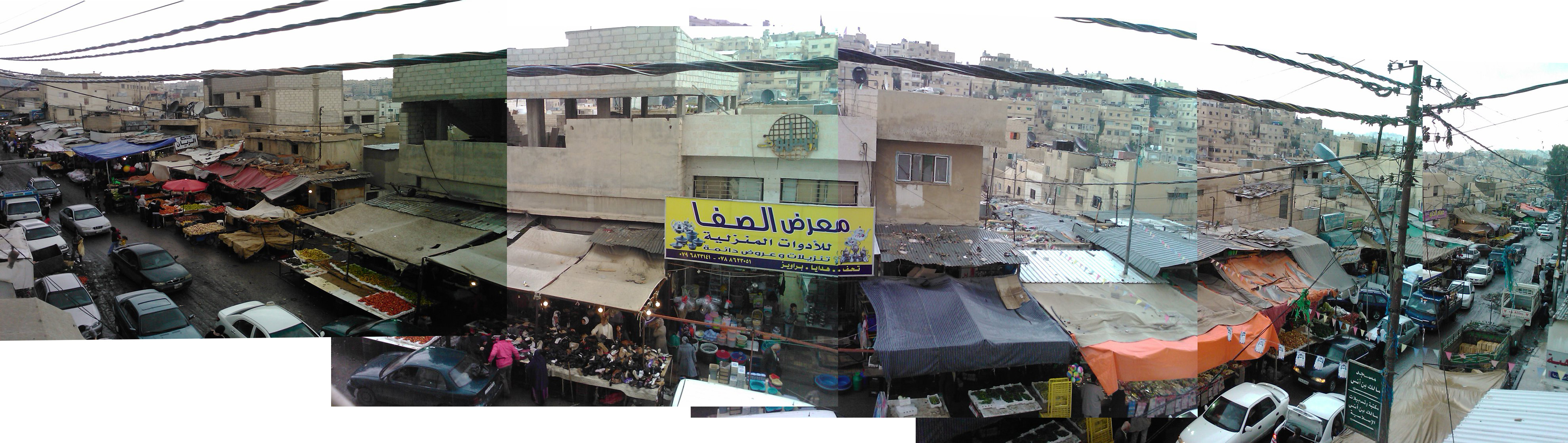
Tabăra Jabal el-Hussein este una dintre cele patru tabere de cazare a refugiaților care au părăsit Palestina ca urmare a Războiului Arabo-Israelian din 1948.